# Ussassai
Ussassai (in sardo Ussàssa) è un comune italiano di 435 abitanti della provincia dell'Ogliastra, il più piccolo della Barbagia di Seùlo con i suoi 47,3 km², attraversato dalla Strada statale 198 di Seui e Lanusei. Si trova a 710 metri sul livello del mare.

## Geografia fisica

### Territorio
Ussassai sorge sulle pendici di nord-est del monte Arcuerì e domina la valle del Rio San Gerolamo. Nel paese si distinguono la parte bassa, con caratteristiche casette in pietra, e la parte alta, maggiormente estesa, con case di più recente costruzione.
Il suo territorio, compreso tra i 331 (S'isca de sa pira) e i 1123 metri (Su pissu de s'abba) di altitudine, si estende in un paesaggio piuttosto isolato ma ricco di foreste di lecci e querce, corbezzoli, macchia mediterranea, sorgenti; spiccano all'occhio i numerosi Tacchi, imponenti affioramenti rocciosi calcarei, che rendono il paesaggio ussassese particolarmente selvaggio. In questo scenario suggestivo si snoda un tratto della ferrovia a scartamento ridotto Mandas-Arbatax, dal 1997 utilizzata solo come servizio turistico specialmente nella stagione estiva.

## Storia
Il suo territorio è stato abitato fin dal Neolitico, come testimoniano numerosi resti archeologici della civiltà nuragica, in particolare alcuni nuraghi.
Nel medioevo appartenne al giudicato di Cagliari e fece parte della curatoria di Seulo. Alla caduta del giudicato (1258) passò per breve tempo al giudicato di Gallura e in seguito sotto il diretto controllo della repubblica di Pisa.
Conquistata dagli aragonesi nel 1324, fu dato in feudo a diverse famiglie, tra cui i Carroz conti di Quirra.
Nel 1604 fu incorporato nel ducato di Mandas, feudo prima dei Maza e poi dei Tellez-Giron di Alcantara, ai quali fu riscattato nel 1839 con la soppressione del sistema feudale, quando divenne un comune amministrato da un sindaco e da un consiglio comunale.

### Simboli
Lo stemma e il gonfalone del comune di Ussassai sono stati concessi con decreto del presidente della Repubblica del 24 aprile 2000.
Il gonfalone è un drappo troncato di azzurro e di bianco.

## Turismo
Si può fare acqua trekking nei pressi del paese; famose infatti, le piscine naturali di S'Ogliu Ermanu, Perda Morta e Santu Gironi a cui si può facilmente accedere attraverso i sentieri nella foresta vicino al paese. 

## Monumenti e luoghi d'interesse

### Architetture religiose
A pochi chilometri dal centro abitato si trova la chiesetta campestre in stile romanico-bizantino del Santissimo Salvatore (Santu Sarbadori), risalente al XII secolo, nella quale da alcuni secoli vi si festeggia anche San Gerolamo (Santu Gironi). Intorno ad essa, disposte a semicerchio, sono presenti delle casette in pietra dette cumbessias o posadas. Ogni anno ricorrono i festeggiamenti in onore del Santissimo Salvatore (12 settembre) e di San Gerolamo (30 settembre).

## Società

### Evoluzione demografica
Abitanti censiti

### Lingue e dialetti
La variante del sardo parlata a Ussassai è il sardo campidanese ogliastrino

## Cultura

### Sagre e tradizioni
- Festa di San Nicola - ultima domenica di maggio
- Festa di San Lorenzo 10 Agosto
- Festa di San Giovanni Battista, Patrono di Ussassai - festeggiato il 29 agosto
- Festa del Santissimo Salvatore - 12 settembre.
- Festa di San Gerolamo - 30 settembre.
- Sagra della mela - terz'ultima domenica di ottobre.

## Infrastrutture e trasporti

### Ferrovie

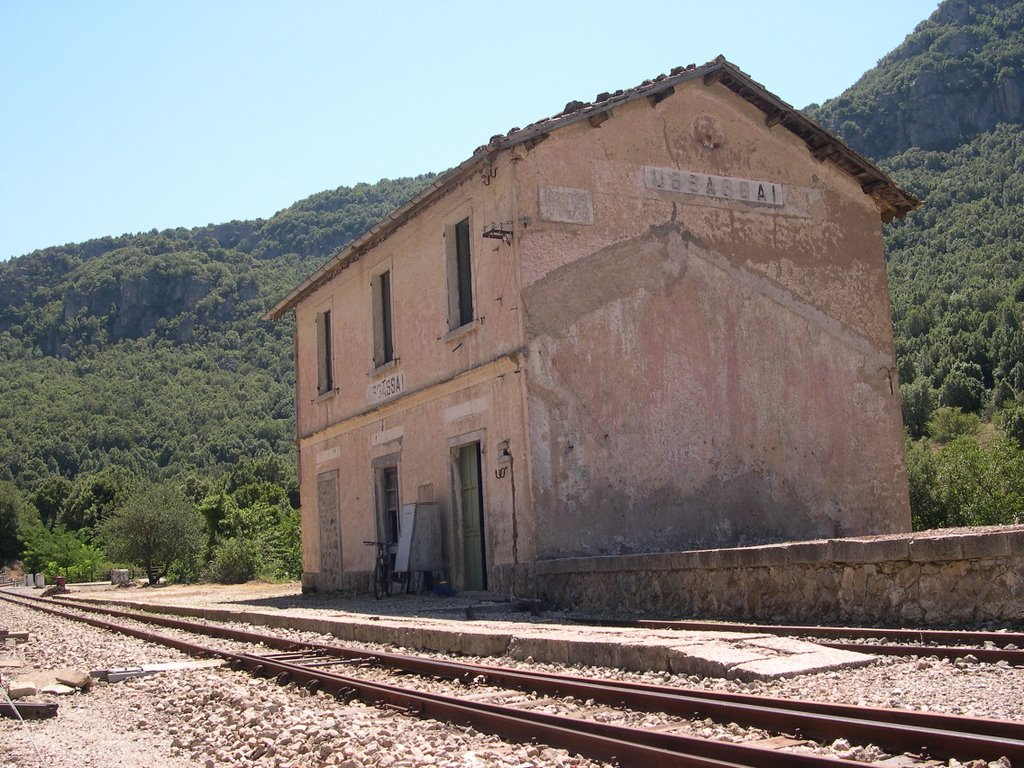
La stazione ferroviaria di Ussassai

Il territorio comunale è attraversato dalla ferrovia Mandas-Arbatax dell'ARST, in uso dal 1997 esclusivamente a scopo turistico nell'ambito del progetto Trenino Verde. Nessuno scalo è situato nel paese: la stazione di Ussassai, la principale del comune, è infatti posta a nove chilometri di distanza stradale a nord-est del borgo. Sono inoltre presenti le fermate di San Girolamo e Niala. 

### Ferrociclo
il progetto di svuilloppo di velo rail e sostenuto del comune con la chiusura della linea dopo Lanusei 

## Amministrazione
| Periodo         | Periodo         | Primo cittadino               | Partito                           | Carica  | Note   |
| --------------- | --------------- | ----------------------------- | --------------------------------- | ------- | ------ |
| 23 aprile 1995  | 16 aprile 2000  | Mauro Loi                     | lista civica                      | Sindaco | [ 6 ]  |
| 16 aprile 2000  | 8 maggio 2005   | Ugo Usai                      | lista civica                      | Sindaco | [ 7 ]  |
| 8 maggio 2005   | 30 maggio 2010  | Gian Basilio Nicolino Deplano | lista civica                      | Sindaco | [ 8 ]  |
| 30 maggio 2010  | 31 maggio 2015  | Gian Basilio Nicolino Deplano | lista civica "Continuare Insieme" | Sindaco | [ 9 ]  |
| 31 maggio 2015  | 26 ottobre 2020 | Gian Basilio Nicolino Deplano | lista civica "Continuare Insieme" | Sindaco | [ 10 ] |
| 26 ottobre 2020 | -               | Francesco Usai                | lista civica "Cambiare Insieme"   | Sindaco | [ 11 ] |

## Galleria d'immagini

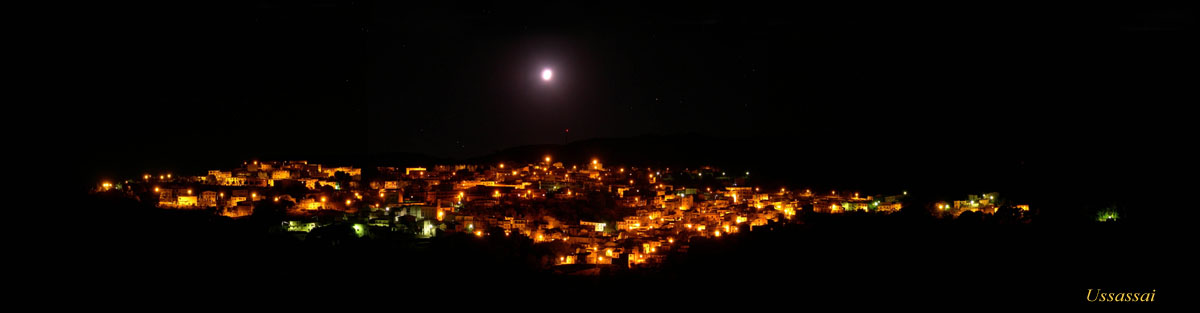
Ussassai di notte
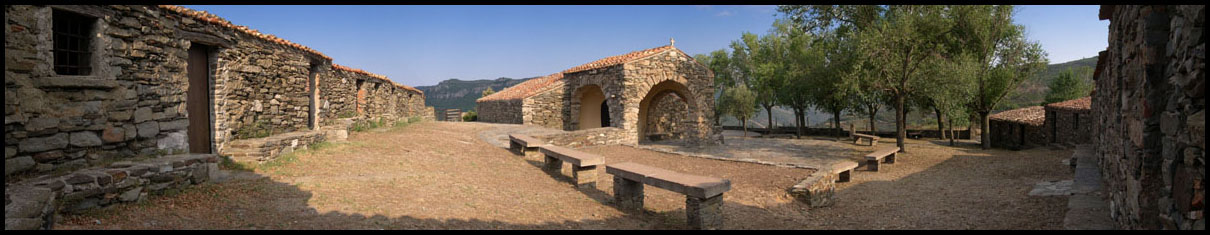
Chiesetta campestre di San Gerolamo
Evoluzione del paese